# Поліська загальноосвітня школа (Хмельницька область)
Поліська загальноосвітня школа I—III ступенів — середня загальноосвітня школа у селі Поліське Хмельницької області України. У школі навчаються 76 дітей та працюють 19 викладачів.
Знаходиться під юрисдикцією відділу освіти Березнівської районної державної адміністрації (село Березне Березнівського району Рівненської області).

## Історія
Стара школа була побудована 1905 року. У церковно-приходській школі діти навчалися три роки. Після революції школа стала чотирирічною, а на початку 1930-х років — семирічною. У школі навчалися діти не лише з Великої Гнійниці, а й з навколишніх сіл: Калетинці, Ювківці. Коли 1944 року нацисти спалили село, будівля школи залишилась неушкодженою. Залишившись без даху над головою, люди не посміли зняти бодай шибку зі школи. Після Другої світової війни школа стала восьмирічною. У 1959—1960 роках — єдиний навчальний рік, коли учні навчались тут усі 10 років і отримали документи про середню освіту. Оскільки у приміщенні було недостатньо кімнат для навчання, то виділили для школи кімнати у Будинку колгосп]ника. У 1980-х роках обладнано майстерню і спортивний майданчик, у підвалі колгоспного будинку — спортзал. 1989 року школа була реорганізована в дев’ятирічну.